# Khouloum
Khouloum is een gemeente (commune) in de regio Kayes in Mali. De gemeente telt 19.000 inwoners (2009).
De gemeente bestaat uit de volgende plaatsen:
- Aourou-Dyalla
- Doussoukané
- Gabou Gopéla
- Kégnou-Souté
- Kersignané
- Khouloum
- Loupourou
- Sabouciré N’di
- Saliambougou
- Ségué Peulh
- Soutoucoulé